# Simulium gusevi
Simulium gusevi är en tvåvingeart som beskrevs av Rubtsov 1976. Simulium gusevi ingår i släktet Simulium och familjen knott. Inga underarter finns listade i Catalogue of Life.